# سابا باشا (حي)
منطقة سابا باشا أحد أحياء الإسكندرية الراقية الشهيرة
يشتهر بكونه حى راق برمل الإسكندرية ويرجع تسمية الحي بهذا الاسم ليوسف سابا باشا. ويوجد بالحي كلية الزراعة بجامعة الإسكندرية و تجمع منطقه سابا باشا الكثير من الڤلل والعمارات الراقية ويسكن هذه المنطقة صفوة وأرقى سكان الإسكندرية تعتبر هي ومنطقة كفر عبده وجليم من أرقى المناطق في الإسكندرية حيث كان يسكنها مشاهير وأمراء و كبار الأطباء الوطن العربي يسكن ويعتبر شارع خليل مطران أهم شوارع هذه المنطقة حيث يربط بين الترام ( عبد السلام عارف )و شارع أبوقير ( طريق الحرية ) و يسكن هذا الشارع الدكتور مصطفى نوار والامير محمد فاروق شريف وزوجته و أسرته

## نبذة عن يوسف سابا باشا
يوسف سابا باشا أول مدير مصري للبوستة الخديوية ثم عين وزيراً للمالية ولد في القاهرة عام 1852، وبدأ العمل في مصلحة البريد عام 1870، وتدرج فيها في المناصب إلى أن أصبح مديراً للبوستة الخديوية عام 1887، وكان يمتلك مقراً صيفياً في الإسكندرية في حي الرمل، وهي المنطقة التي تعرف باسمه إلى اليوم.